# Imperatour
Imperatour fue una gira de conciertos realizada por la banda de rock sueca Ghost para promocionar su quinto álbum de estudio, Impera. Anunciada el 20 de septiembre de 2021, la gira dio inicio el 25 de enero de 2022 en el Reno Events Center de Reno, Nevada, y culminó el 7 de octubre de 2023 en el Brisbane Entertainment Centre de Brisbane, Australia.
La gira tuvo como protagonista al vocalista Tobias Forge, quien encarnó al personaje de «Papa Emeritus IV». Desde los inicios de la banda, Forge ha interpretado distintas versiones del personaje «Papa Emeritus». En 2018, para el lanzamiento del álbum Prequelle y la gira A Pale Tour Named Death (2018–2020), Forge asumió el papel de «Cardenal Copia», un personaje que fue ascendido a Papa Emeritus IV durante el último espectáculo de esa gira. En Imperatour, al igual que en giras anteriores, Forge estuvo acompañado por una banda de músicos enmascarados conocidos como los «Nameless Ghouls».
Imperatour constó de siete etapas distribuidas entre América del Norte, Europa, Sudamérica y Australia, en colaboración con bandas como Volbeat, Twin Temple, Mastodon y Amon Amarth.

## Antecedentes
El 30 de diciembre de 2020, Ghost anunció el desarrollo de «varias sorpresas importantes» para 2021, lo que insinuaba que habría nuevas actuaciones en vivo. En septiembre del mismo año, Ghost confirmó una gira por Estados Unidos copatrocinada con Volbeat, que incluiría a Twin Temple como invitados especiales. Este recorrido daría inicio a Imperatour, cuya primera fecha se programó para enero de 2022. Durante el concierto inaugural del 25 de enero en el Reno Events Center, Ghost interpretó por primera vez «Kaisarion», la segunda pista de su álbum Impera. Desde entonces, este tema abrió cada presentación de la gira. Además, la banda estrenó nuevos trajes steampunk para los Nameless Ghouls. Sin embargo, el tercer concierto de la gira sufrió la ausencia de Volbeat debido al positivo por COVID-19 de su baterista, Jon Larsen. La primera etapa concluyó en marzo de 2022 en el Honda Center de Anaheim, California.

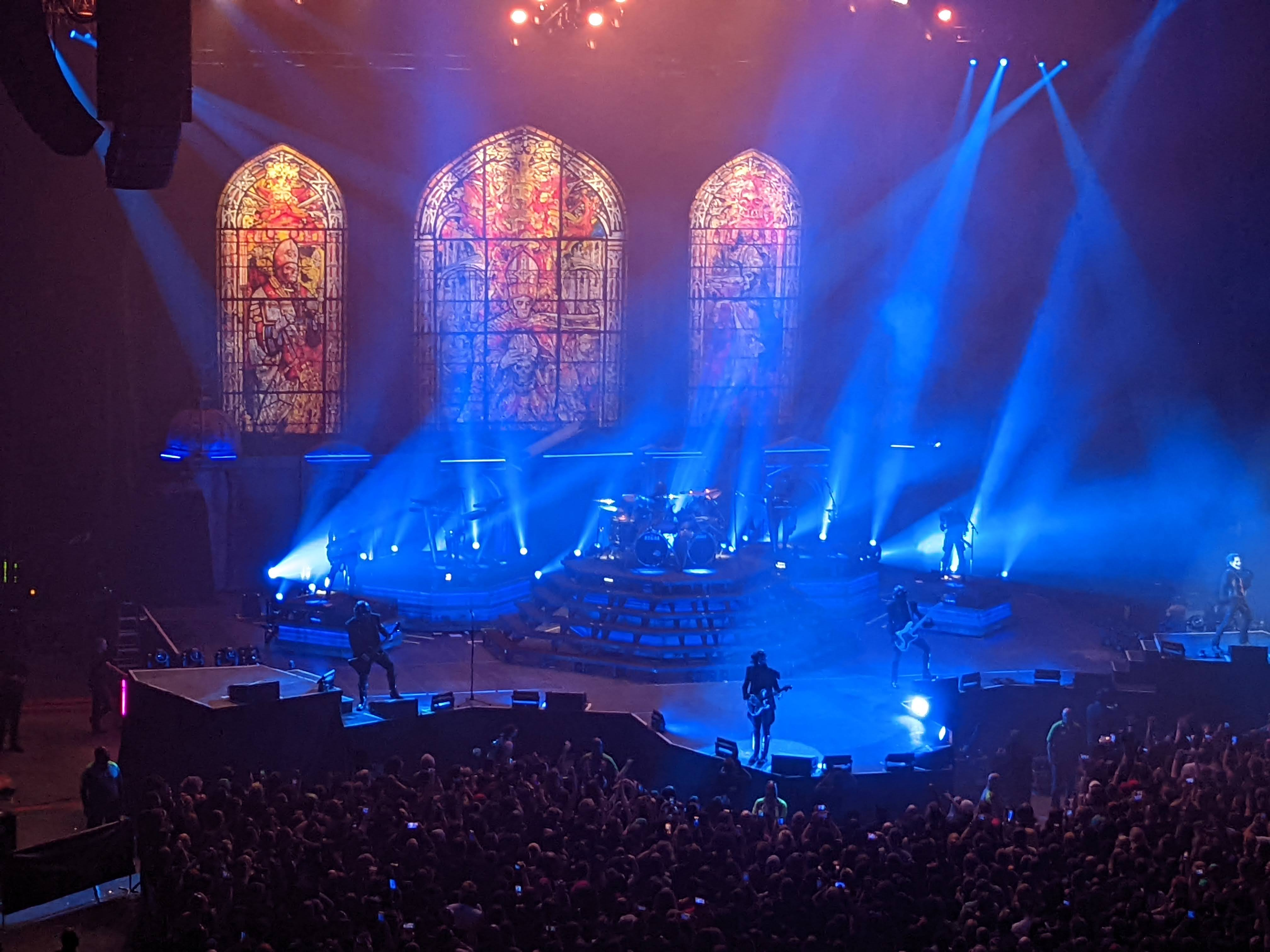
La banda actuando en Tampa, Florida.

La segunda etapa, desarrollada en Europa entre abril y junio de 2022, contó con el apoyo de Uncle Acid & the Deadbeats y Twin Temple. En el concierto del 9 de abril en el AO Arena de Mánchester, se estrenaron en vivo «Spillways» y «Call Me Little Sunshine». El 18 de junio, como parte del festival Hellfest en Clisson, Francia, Ghost interpretó «Griftwood» por primera vez. No obstante, Tobias Forge perdió la voz, lo que obligó a reducir el repertorio, cerrando con «Dance Macabre» en lugar de «Square Hammer». Antes de retirarse, Forge agradeció al público diciendo: «Mi voz está completamente agotada. No puedo cantar ni una canción más».
La tercera etapa recorrió Estados Unidos y Canadá con Mastodon & Spiritbox como teloneros, que comenzó el 26 de agosto y finalizó el 23 de septiembre. En el espectáculo inicial, en el Pechanga Arena de San Diego, debutó en vivo «Watcher in the Sky». El 2 de septiembre, en el Von Braun Center de Huntsville, Alabama, uno de los Nameless Ghouls, identificado después como Justin «Jutty» Taylor, cayó accidentalmente desde una plataforma mientras tocaban «Year Zero», bromeando más tarde en Twitter: «Quise hacer eso».
El 12 de septiembre de 2022, Forge adelantó nuevos planes de gira para 2023, que incluirían una etapa europea en verano. Posteriormente, se anunciaron actuaciones en el Sweden Rock Festival en Suecia y el Tuska Open Air en Finlandia. En febrero, se reveló una tercera etapa en Estados Unidos, denominada Re-Imperatour, con Amon Amarth como invitados especiales. Además, se añadió un segundo concierto en el Kia Forum de Los Ángeles, generando especulaciones sobre el posible final del personaje Papa Emeritus IV al concluir la gira. Posteriormente, anunciaron su debut como acto principal en Brasil y Argentina durante una etapa en Sudamérica. Poco después, emprendieron un tramo en Australia que culminó en octubre en Brisbane, lo que señaló la última actuación de Papa Emeritus IV.
En la mayoría de las paradas, el repertorio incluyó grabaciones de «Klara stjärnor» de Jan Johansson y «Miserere» de Gregorio Allegri. Aunque el setlist varió, siempre abrió con «Kaisarion» y abarcó temas de todos los álbumes de la banda: Opus Eponymous, Infestissumam (con «Year Zero» como única inclusión), Meliora, Prequelle e Impera.
Papa Nihil, «asesinado» en el cierre de A Pale Tour Named Death en 2020, estuvo ausente en la primera etapa de Imperatour.Sin embargo, el 9 de abril en Mánchester, hizo su regreso en escena con un solo de saxofón durante «Miasma».

## Recepción

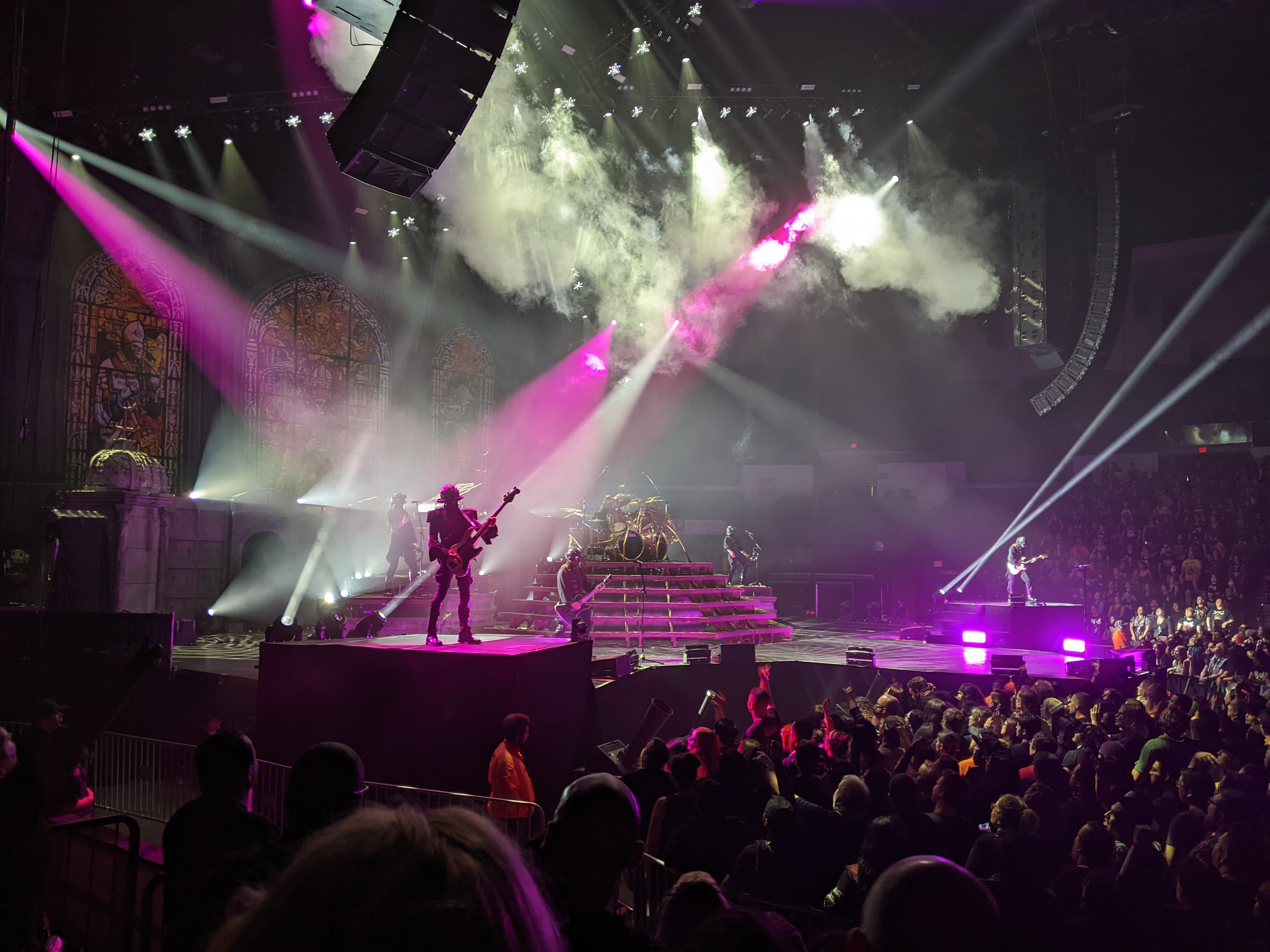
Ghost presentándose en San Diego, California.

Scott Mervis, del Pittsburgh Post-Gazette, destacó la singularidad sonora del concierto del 14 de febrero de 2022 en Pittsburgh. Describió su estilo como «una fusión entre Metallica y Blue Öyster Cult», elogiando además su habilidad para explorar diversos géneros. Según Mervis, Ghost «no evita influencias luminosas, que transita de la psicodelia sesentera en “Mary on a Cross” al enfoque de Slayer en “Cirice”, hasta el pop metal progresivo y etéreo de “Hunter's Moon”». Sin embargo, consideró que se sintió más como un recital de grandes éxitos que como una promoción de Impera. Concluyó su análisis apuntando: «Aunque el espectáculo resultó impresionante, los seguidores de Ghost en Pittsburgh probablemente tienen una solicitud para el Papa: regresar con toda la experiencia de Impera».
Chris Lord, crítico de The Guardian, otorgó la máxima calificación al concierto del 9 de abril de 2022 en el AO Arena de Mánchester. Al comentar la actuación, señaló que para la segunda canción, «Rats», «la banda ya había conquistado a toda la arena», mientras que «Square Hammer» destacó como el momento más coreado de la noche.Lord resaltó: «Cañones de confeti, cambios de vestuario, lanzallamas y pirotecnia son parte del espectáculo, pero la banda muestra una autoconsciencia que evita lo caricaturesco. En cierto momento, uno de los tres guitarristas se excede durante un solo en “From the Pinnacle to the Pit”, y Forge lo reprende juguetonamente moviendo un dedo; una combinación perfecta de pantomima y rock and roll».
Merlin Alderslade, de Metal Hammer, también se refirió al concierto en Mánchester, subrayando que el repertorio estaba «lleno de temas diseñados para hacer bailar». Añadió: «Es innegable: pocas bandas de metal contemporáneo dominan el arte de ofrecer un espectáculo monumental y digno de un estadio como Ghost».

## Película
Las grabaciones de los conciertos realizados los días 11 y 12 de septiembre de 2023 en el Kia Forum de Inglewood, California, forman parte de la película Ghost: Rite Here Rite Now, dirigida por Forge y Alex Ross Perry. Este largometraje combina actuaciones en vivo con una narrativa inspirada en una serie web producida por Ghost, que desarrolla personajes ficticios y tramas relacionadas con la banda. La misma fue estrenada en cines el 20 de junio de 2024 a través de Trafalgar Releasing.

## Repertorio
| Reno Events Center |
| --- |
| - «Imperium» (pregrabada) 1. «Kaisarion» 2. «Rats» 3. «From the Pinnacle to the Pit» 4. «Mary on a Cross» 5. «Devil Church» 6. «Cirice» 7. «Hunter's Moon» 8. «Faith» 9. «Helvetesfönster» (acortada) 10. «Year Zero» 11. «Ritual» 12. «Mummy Dust» 13. «Kiss the Go-Goat» Encore 1. «Enter Sandman» (cover de Metallica) 2. «Dance Macabre» 3. «Square Hammer» - «Sorrow in the Wind» (canción de Emmylou Harris; pregrabada) |

| Pechanga Arena |
| --- |
| - «Klara stjärnor» (composición de Jan Johansson; pregrabada) - «Miserere» (Gregorio Allegri; pregrabada) - «Imperium» (pregrabada) 1. «Kaisarion» 2. «Rats» 3. «Faith» 4. «Spillways» 5. «Devil Church» 6. «Cirice» 7. «Hunter's Moon» 8. «Ritual» 9. «Call Me Little Sunshine» 10. «Con Clavi Con Dio» 11. «Prime Mover» 12. «Watcher in the Sky» 13. «Year Zero» 14. «He Is» 15. «Miasma» 16. «Mary on a Cross» 17. «Mummy Dust» Encore 1. «Dance Macabre» 2. «Square Hammer» - «Sorrow in the Wind» (canción de Emmylou Harris; pregrabada) |

| Zénith de la Métropole Rouen Normandie |
| --- |
| - «Klara stjärnor» (composición de Jan Johansson; pregrabada) - «Miserere» (Gregorio Allegri; pregrabada) - «Imperium» (pregrabada) 1. «Kaisarion» 2. «Rats» 3. «Faith» 4. «Spillways» 5. «Cirice» 6. «Hunter's Moon» 7. «Jesus He Knows Me» (cover de Genesis) 8. «Ritual» 9. «Call Me Little Sunshine» 10. «Con Clavi Con Dio» 11. «Watcher in the Sky» 12. «Year Zero» 13. «He Is» 14. «Miasma» 15. «Mary on a Cross» 16. «Mummy Dust» 17. «Respite on the Spitalfields» Encore 1. «Kiss the Go-Goat» 2. «Dance Macabre» 3. «Square Hammer» - «Sorrow in the Wind» (canción de Emmylou Harris; pregrabada) |

| Concord Pavilion |
| --- |
| - «Klara stjärnor» (composición de Jan Johansson; pregrabada) - «Miserere» (Gregorio Allegri; pregrabada) - «Imperium» (pregrabada) 1. «Kaisarion» 2. «Rats» 3. «From the Pinnacle to the Pit» 4. «Spillways» 5. «Cirice» 6. «Absolution» 7. «Ritual» 8. «Call Me Little Sunshine» 9. «Con Clavi Con Dio» 10. «Watcher in the Sky» 11. «Year Zero» 12. «He Is» 13. «Miasma» 14. «Mary on a Cross» 15. «Mummy Dust» 16. «Respite on the Spitalfields» Encore 1. «Kiss the Go-Goat» 2. «Dance Macabre» 3. «Square Hammer» - «Sorrow in the Wind» (canción de Emmylou Harris; pregrabada) |

Notas
- Para el concierto en Idaho, se interpretó «He Is». En los shows de Oregon y Seattle, «Kiss the Go-Goat» fue excluida del repertorio.
- La banda presentó «Twenties» en Inglewood durante el concierto del 11 de septiembre de 2023.[35]

## Fechas
| Fecha                    | Ciudad            | País              | Lugar                                  | Acto(s) de Apoyo                       |
| América del Norte        | América del Norte | América del Norte | América del Norte                      | América del Norte                      |
| ------------------------ | ----------------- | ----------------- | -------------------------------------- | -------------------------------------- |
| 25 de enero de 2022      | Reno              | Estados Unidos    | Reno Events Center                     | Volbeat Twin Temple                    |
| 27 de enero de 2022      | Seattle           | Estados Unidos    | Climate Pledge Arena                   | Volbeat Twin Temple                    |
| 28 de enero de 2022      | Nampa             | Estados Unidos    | Ford Idaho Center                      | Twin Temple                            |
| 29 de enero de 2022      | Portland          | Estados Unidos    | Veterans Memorial Coliseum             | Volbeat Twin Temple                    |
| 31 de enero de 2022      | West Valley City  | Estados Unidos    | Maverik Center                         | Volbeat Twin Temple                    |
| 2 de febrero de 2022     | Denver            | Estados Unidos    | Ball Arena                             | Volbeat Twin Temple                    |
| 4 de febrero de 2022     | Lincoln           | Estados Unidos    | Pinnacle Bank Arena                    | Volbeat Twin Temple                    |
| 5 de febrero de 2022     | Minneapolis       | Estados Unidos    | Target Center                          | Volbeat Twin Temple                    |
| 7 de febrero de 2022     | Columbus          | Estados Unidos    | Nationwide Arena                       | Volbeat Twin Temple                    |
| 8 de febrero de 2022     | Hershey           | Estados Unidos    | Giant Center                           | Volbeat Twin Temple                    |
| 10 de febrero de 2022    | Newark            | Estados Unidos    | Prudential Center                      | Volbeat Twin Temple                    |
| 11 de febrero de 2022    | Worcester         | Estados Unidos    | DCU Center                             | Volbeat Twin Temple                    |
| 12 de febrero de 2022    | Camden            | Estados Unidos    | Waterfront Music Pavilion              | Volbeat Twin Temple                    |
| 14 de febrero de 2022    | Pittsburgh        | Estados Unidos    | Petersen Events Center                 | Volbeat Twin Temple                    |
| 15 de febrero de 2022    | Toledo            | Estados Unidos    | Huntington Center                      | Volbeat Twin Temple                    |
| 16 de febrero de 2022    | Grand Rapids      | Estados Unidos    | Van Andel Arena                        | Volbeat Twin Temple                    |
| 18 de febrero de 2022    | Rosemont          | Estados Unidos    | Allstate Arena                         | Volbeat Twin Temple                    |
| 19 de febrero de 2022    | Cincinnati        | Estados Unidos    | Heritage Bank Center                   | Volbeat Twin Temple                    |
| 20 de febrero de 2022    | Milwaukee         | Estados Unidos    | Fiserv Forum                           | Volbeat Twin Temple                    |
| 21 de febrero de 2022    | St. Louis         | Estados Unidos    | Chaifetz Arena                         | Volbeat Twin Temple                    |
| 23 de febrero de 2022    | Independence      | Estados Unidos    | Cable Dahmer Arena                     | Volbeat Twin Temple                    |
| 25 de febrero de 2022    | Sugar Land        | Estados Unidos    | Smart Financial Centre                 | Volbeat Twin Temple                    |
| 26 de febrero de 2022    | Dallas            | Estados Unidos    | Fair Park Coliseum                     | Volbeat Twin Temple                    |
| 28 de febrero de 2022    | El Paso           | Estados Unidos    | Don Haskins Center                     | Volbeat Twin Temple                    |
| 1 de marzo de 2022       | Phoenix           | Estados Unidos    | Footprint Center                       | Volbeat Twin Temple                    |
| 3 de marzo de 2022       | Anaheim           | Estados Unidos    | Honda Center                           | Volbeat Twin Temple                    |
| Europa                   |                   |                   |                                        |                                        |
| 9 de abril de 2022       | Manchester        | Inglaterra        | AO Arena                               | Uncle Acid & the Deadbeats Twin Temple |
| 11 de abril de 2022      | London            | Inglaterra        | O2 Arena                               | Uncle Acid & the Deadbeats Twin Temple |
| 13 de abril de 2022      | Glasgow           | Escocia           | OVO Hydro                              | Uncle Acid & the Deadbeats Twin Temple |
| 15 de abril de 2022      | Birmingham        | Inglaterra        | Resorts World Arena                    | Uncle Acid & the Deadbeats Twin Temple |
| 17 de abril de 2022      | Rotterdam         | Países Bajos      | RTM Stage                              | Uncle Acid & the Deadbeats Twin Temple |
| 18 de abril de 2022      | París             | Francia           | Accor Arena                            | Uncle Acid & the Deadbeats Twin Temple |
| 19 de abril de 2022      | Cologne           | Alemania          | Lanxess Arena                          | Uncle Acid & the Deadbeats Twin Temple |
| 21 de abril de 2022      | Leipzig           | Alemania          | Arena Leipzig                          | Uncle Acid & the Deadbeats Twin Temple |
| 22 de abril de 2022      | Frankfurt         | Alemania          | Festhalle Frankfurt                    | Uncle Acid & the Deadbeats Twin Temple |
| 24 de abril de 2022      | Praga             | Chequia           | O2 Arena                               | Uncle Acid & the Deadbeats Twin Temple |
| 27 de abril de 2022      | Tampere           | Finlandia         | Tampere Deck Arena                     | Uncle Acid & the Deadbeats Twin Temple |
| 29 de abril de 2022      | Estocolmo         | Suecia            | Avicii Arena                           | Uncle Acid & the Deadbeats Twin Temple |
| 30 de abril de 2022      | Oslo              | Noruega           | Oslo Spektrum                          | Uncle Acid & the Deadbeats Twin Temple |
| 1 de mayo de 2022        | Malmo             | Suecia            | Malmö Arena                            | Uncle Acid & the Deadbeats Twin Temple |
| 3 de mayo de 2022        | Bruselas          | Bélgica           | Forest National                        | Uncle Acid & the Deadbeats Twin Temple |
| 5 de mayo de 2022        | Milán             | Italia            | Mediolanum Forum                       | Uncle Acid & the Deadbeats Twin Temple |
| 7 de mayo de 2022        | Badalona          | España            | Palau Municipal d'Esports de Badalona  | Uncle Acid & the Deadbeats Twin Temple |
| 8 de mayo de 2022        | Madrid            | España            | Palacio Vistalegre                     | Uncle Acid & the Deadbeats Twin Temple |
| 11 de mayo de 2022       | Viena             | Austria           | Wiener Stadthalle                      | Uncle Acid & the Deadbeats Twin Temple |
| 13 de mayo de 2022       | Zurich            | Suiza             | Hallenstadion                          | Uncle Acid & the Deadbeats Twin Temple |
| 15 de mayo de 2022       | Hanover           | Alemania          | ZAG-Arena                              | Uncle Acid & the Deadbeats Twin Temple |
| 16 de mayo de 2022       | Múnich            | Alemania          | Olympiahalle                           | Uncle Acid & the Deadbeats Twin Temple |
| 18 de mayo de 2022       | Budapest          | Hungría           | Budapest Sports Arena                  | Uncle Acid & the Deadbeats Twin Temple |
| 18 de junio de 2022      | Clisson           | Francia           | Val de Moine                           | —                                      |
| América del Norte        |                   |                   |                                        |                                        |
| 26 de agosto de 2022     | San Diego         | Estados Unidos    | Pechanga Arena                         | Mastodon Spiritbox                     |
| 27 de agosto de 2022     | Tucson            | Estados Unidos    | Tucson Arena                           | Mastodon Spiritbox                     |
| 30 de agosto de 2022     | Austin            | Estados Unidos    | Moody Center                           | Mastodon Spiritbox                     |
| 31 de agosto de 2022     | Corpus Christi    | Estados Unidos    | American Bank Center                   | Mastodon Spiritbox                     |
| 2 de septiembre de 2022  | Huntsville        | Estados Unidos    | Von Braun Center                       | Mastodon Spiritbox                     |
| 3 de septiembre de 2022  | Duluth            | Estados Unidos    | Gas South Arena                        | Mastodon Spiritbox                     |
| 4 de septiembre de 2022  | Asheville         | Estados Unidos    | Harrah's Cherokee Center               | Mastodon Spiritbox                     |
| 6 de septiembre de 2022  | Tampa             | Estados Unidos    | Yuengling Center                       | Mastodon Spiritbox                     |
| 8 de septiembre de 2022  | Danville          | Estados Unidos    | Virginia International Raceway         | —                                      |
| 9 de septiembre de 2022  | Trenton           | Estados Unidos    | CURE Insurance Arena                   | Mastodon Spiritbox                     |
| 10 de septiembre de 2022 | Elmont            | Estados Unidos    | UBS Arena                              | Mastodon Spiritbox                     |
| 12 de septiembre de 2022 | Providence        | Estados Unidos    | Amica Mutual Pavilion                  | Mastodon Spiritbox                     |
| 13 de septiembre de 2022 | Bangor            | Estados Unidos    | Cross Insurance Center                 | Mastodon Spiritbox                     |
| 15 de septiembre de 2022 | Quebec City       | Canadá            | Videotron Centre                       | Mastodon Spiritbox                     |
| 16 de septiembre de 2022 | Laval             | Canadá            | Place Bell                             | Mastodon Spiritbox                     |
| 17 de septiembre de 2022 | Toronto           | Canadá            | Coca-Cola Coliseum                     | Mastodon Spiritbox                     |
| 19 de septiembre de 2022 | Saginaw           | Estados Unidos    | Dow Event Center                       | Mastodon Spiritbox                     |
| 20 de septiembre de 2022 | Youngstown        | Estados Unidos    | Covelli Centre                         | Mastodon Spiritbox                     |
| 21 de septiembre de 2022 | Peoria            | Estados Unidos    | Peoria Civic Center                    | Mastodon Spiritbox                     |
| 23 de septiembre de 2022 | Green Bay         | Estados Unidos    | Resch Center                           | Mastodon Spiritbox                     |
| Europa                   |                   |                   |                                        |                                        |
| 21 de mayo de 2023       | Ruan              | Francia           | Zénith de la Métropole Rouen Normandie | Spiritbox                              |
| 22 de mayo de 2023       | Lyon              | Francia           | Halle Tony Garnier                     | Spiritbox                              |
| 23 de mayo de 2023       | Toulouse          | Francia           | Zenith                                 | Spiritbox Lucifer                      |
| 25 de mayo de 2023       | Rennes            | Francia           | Le Liberté                             | Spiritbox Lucifer                      |
| 26 de mayo de 2023       | Lille             | Francia           | Zénith de Lille                        | Spiritbox Lucifer                      |
| 28 de mayo de 2023       | Estrasburgo       | Francia           | Zénith de Estrasburgo                  | Spiritbox Lucifer                      |
| 29 de mayo de 2023       | Milán             | Italia            | Ippodromo di San Siro                  | Death SS Lucifer                       |
| 30 de mayo de 2023       | Niza              | Francia           | Palais Nikaia                          | Spiritbox Lucifer                      |
| 1 de junio de 2023       | Arganda del Rey   | España            | Parc del Fòrum                         | —                                      |
| 3 de junio de 2023       | Nantes            | Francia           | Zénith Nantes Métropole                | Lucifer                                |
| 4 de junio de 2023       | Ámsterdam         | Países Bajos      | AFAS Live                              | Halestorm                              |
| 6 de junio de 2023       | Berlín            | Alemania          | Velodrom                               | Halestorm                              |
| 8 de junio de 2023       | Gdansk            | Polonia           | Puerto de Gdansk                       | —                                      |
| 10 de junio de 2023      | Sölvesborg        | Suecia            | Norje Havsbad                          | —                                      |
| 11 de junio de 2023      | Leicestershire    | Inglaterra        | Donington Park                         | —                                      |
| 12 de junio de 2023      | Esch-sur-Alzette  | Luxemburgo        | Rockhal                                | Halestorm Lucifer                      |
| 13 de junio de 2023      | Bangor            | Alemania          | RuhrCongress                           | —                                      |
| 15 de junio de 2023      | Amberes           | Bélgica           | Dessel                                 | —                                      |
| 19 de junio de 2023      | Hamburgo          | Alemania          | Arena Barclays                         | The Hellacopters                       |
| 20 de junio de 2023      | Neu-Ulm           | Alemania          | Arena Ratiopharm                       | The Hellacopters                       |
| 22 de junio de 2023      | Spálené Poříčí    | República Checa   | Festivalový areál                      | —                                      |
| 23 de junio de 2023      | Oslo              | Noruega           | Ekebergsletta                          | —                                      |
| 25 de junio de 2023{     | Atenas            | Grecia            | Complejo Olímpico de Atenas            | —                                      |
| 28 de junio de 2023      | Vivero            | España            | Campo de fútbol Celeiro                | —                                      |
| 1 de julio de 2023       | Seinäjoki         | Finlandia         | Törnvänsaari                           | —                                      |
| 2 de julio de 2023       | Helsinque         | Finlandia         | Suvilahti                              | —                                      |
| América del Norte        |                   |                   |                                        |                                        |
| 2 de agosto de 2023      | Concord           | Estados Unidos    | Concord Pavilion                       | Amon Amarth                            |
| 4 de agosto de 2023      | Auburn            | Estados Unidos    | White River Amphitheatre               | Amon Amarth                            |
| 5 de agosto de 2023      | Airway Heights    | Estados Unidos    | BECU Live                              | Amon Amarth                            |
| 7 de agosto de 2023      | West Valley City  | Estados Unidos    | Usana Amphitheatre                     | Amon Amarth                            |
| 8 de agosto de 2023      | Denver            | Estados Unidos    | Fiddler's Green Amphitheatre           | Amon Amarth                            |
| 11 de agosto de 2023     | San Luis          | Estados Unidos    | Hollywood Casino Amphitheatre          | Amon Amarth                            |
| 12 de agosto de 2023     | Milwaukee         | Estados Unidos    | American Family Insurance Amphitheatre | Amon Amarth                            |
| 14 de agosto de 2023     | Clarkston         | Estados Unidos    | Pine Knob Music Theatre                | Amon Amarth                            |
| 15 de agosto de 2023     | Chicago           | Estados Unidos    | Huntington Bank Pavilion               | Amon Amarth                            |
| 16 de agosto de 2023     | Cincinnati        | Estados Unidos    | PNC Pavilion                           | Amon Amarth                            |
| 18 de agosto de 2023     | Syracuse          | Estados Unidos    | St. Joseph's Health Amphitheater       | Amon Amarth                            |
| 19 de agosto de 2023     | Mansfield         | Estados Unidos    | Xfinity Center                         | Amon Amarth                            |
| 20 de agosto de 2023     | Bridgeport        | Estados Unidos    | Hartford Healthcare Amphitheater       | Amon Amarth                            |
| 22 de agosto de 2023     | Indianápolis      | Estados Unidos    | TCU Amphitheater                       | Amon Amarth                            |
| 23 de agosto de 2023     | Burgettstown      | Estados Unidos    | The Pavilion at Star Lake              | Amon Amarth                            |
| 24 de agosto de 2023     | Bristow           | Estados Unidos    | Jiffy Lube Live                        | Amon Amarth                            |
| 25 de agosto de 2023     | Simpsonville      | Estados Unidos    | CCNB Amphitheater                      | Amon Amarth                            |
| 30 de agosto de 2023     | Jacksonville      | Estados Unidos    | Daily's Place                          | Amon Amarth                            |
| 31 de agosto de 2023     | Tampa             | Estados Unidos    | MidFlorida Credit Union Amphitheatre   | Amon Amarth                            |
| 2 de septiembre de 2023  | The Woodlands     | Estados Unidos    | Cynthia Woods Mitchell Pavilion        | Amon Amarth                            |
| 3 de septiembre de 2023  | Austin            | Estados Unidos    | Germania Insurance Amphitheater        | Amon Amarth                            |
| 5 de septiembre de 2023  | Irving            | Estados Unidos    | The Pavilion at Toyota Music Factory   | Amon Amarth                            |
| 7 de septiembre de 2023  | Albuquerque       | Estados Unidos    | Isleta Amphitheater                    | Amon Amarth                            |
| 8 de septiembre de 2023  | Phoenix           | Estados Unidos    | Talking Stick Resort Amphitheatre      | Amon Amarth                            |
| 11 de septiembre de 2023 | Inglewood         | Estados Unidos    | Kia Forum                              | —                                      |
| 12 de septiembre de 2023 | Inglewood         | Estados Unidos    | Kia Forum                              | —                                      |
| América del Sur          |                   |                   |                                        |                                        |
| 20 de septiembre de 2023 | São Paulo         | Brasil            | Espaço Unimed                          | Crypta                                 |
| 21 de septiembre de 2023 | São Paulo         | Brasil            | Espaço Unimed                          | Crypta                                 |
| 24 de septiembre de 2023 | Buenos Aires      | Argentina         | Luna Park                              | —                                      |
| 27 de septiembre de 2023 | Santiago          | Chile             | Movistar Arena                         | Pentagram Chile                        |
| Australia                |                   |                   |                                        |                                        |
| 3 de octubre de 2023     | Sydney            | Australia         | Qudos Bank Arena                       | Southeast Desert Metal                 |
| 4 de octubre de 2023     | Melbourne         | Australia         | John Cain Arena                        | Southeast Desert Metal                 |
| 7 de octubre de 2023     | Brisbane          | Australia         | Brisbane Entertainment Centre          | Southeast Desert Metal                 |